# Rottenschwil
Rottenschwil est une commune suisse du canton d'Argovie, située dans le district de Muri.